# Grotte de La Pasiega
La grotte de La Pasiega, contenant des peintures rupestres, est située sur le territoire de la commune de Puente Viesgo dans la communauté autonome de Cantabrie,.
Cette grotte découverte en 1911, faisant partie du complexe des grottes du Monte Castillo, est l'un des sites d'art rupestre du Paléolithique 
les plus importants de Cantabrie. Elle est inscrite sur la liste du patrimoine mondial de l'UNESCO depuis 1985, au sein du groupe Grotte d'Altamira et art rupestre paléolithique du nord de l'Espagne depuis 2008. Elle est protégée comme Bien d'intérêt culturel depuis 1924 (RI-51-0000269).

## Localisation
Elle est située au milieu de la vallée du Río Pas, près de la grotte de Hornos de la Peña et sur le monte Castillo (es), la même montagne qui abrite les grottes de Las Monedas et Las Chimeneas et d'El Castillo. Les grottes du Monte Castillo forment un complexe étonnamment complet, tant du point de vue de la culture matérielle de l'âge de la pierre que du point de vue artistique. La Pasiega est, fondamentalement, une énorme galerie pouvant atteindre 120 m de longueur (connue) qui court plus ou moins parallèlement au flanc de la montagne, et qui remonte à la surface par six endroits différents : six petites bouches, la plupart bouchées, dont deux ont été actuellement adaptées comme entrées pour les visiteurs. La galerie principale, longue d'environ 70 m, s'ouvre sur des galeries secondaires plus profondes, sinueuses et labyrinthiques, qui s'élargissent parfois pour former des salles. Ainsi, nous avons la salle II-VIII, la salle de la galerie B ou la salle XI de la galerie C, toutes à décor paléolithique. Les deux derniers contiennent des sanctuaires rupestres.
Les vestiges documentés proviennent principalement du Solutréen supérieur et du Magdalénien inférieur (propre au Paléolithique supérieur), bien que des objets plus anciens aient également été trouvés. Partout dans la grotte, on trouve des échantillons pariétaux, on trouve à la fois des peintures rupestres et des gravures incisées. Les représentations d'équidés, de cerfs (mâles et femelles) et de bovins se distinguent. En outre, il existe de nombreux signes abstraits (idéomorphes).

## Découverte

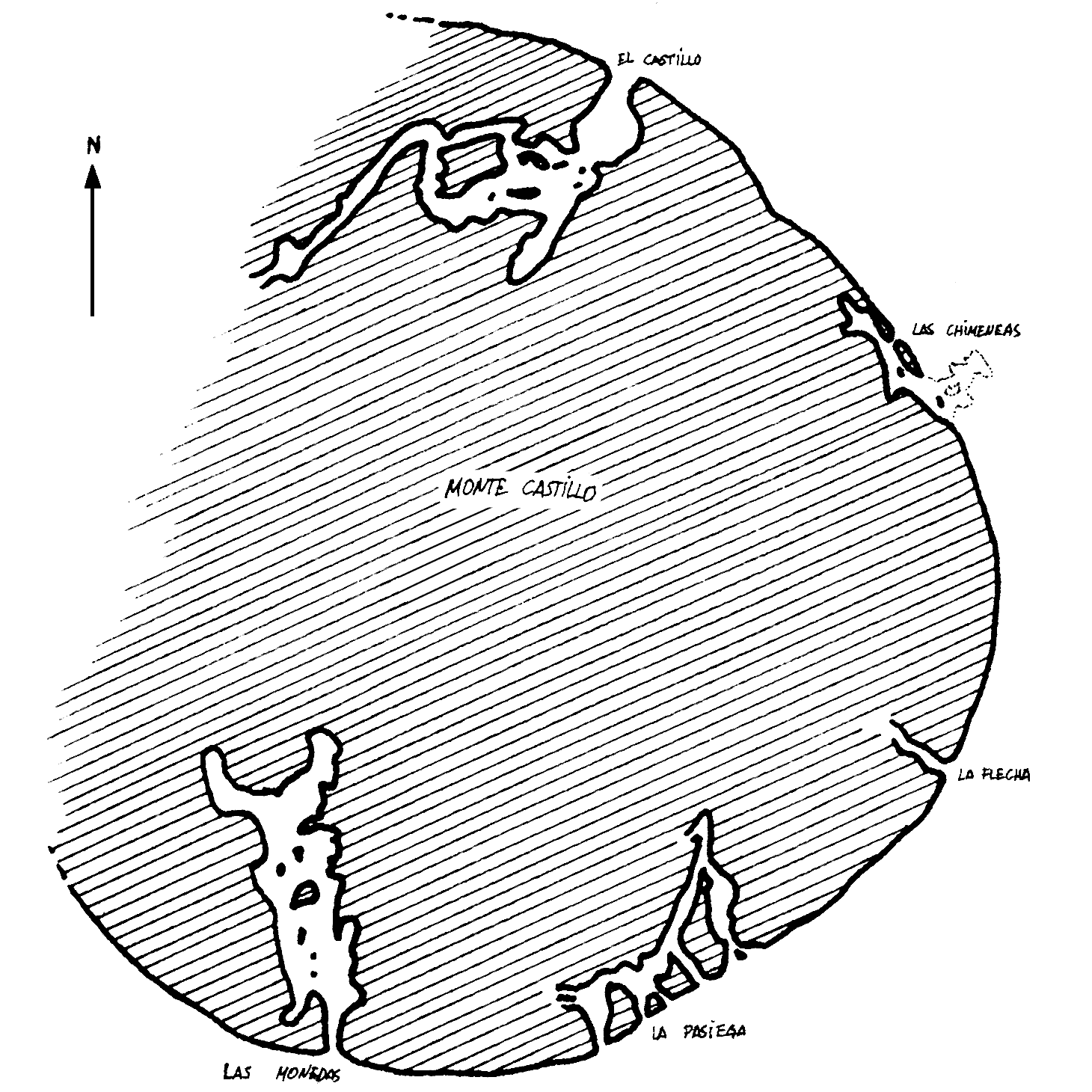
Carte des grottes de Monte Castillo

La découverte scientifique de la grotte de La Pasiega est due aux paléontologues Paul Wernert et Hugo Obermaier, qui, alors qu'ils fouillaient dans la grotte d'El Castillo en 1911, reçurent la nouvelle que les ouvriers connaissaient une autre cavité voisine que les locaux appelaient La Pasiega ; Ces chercheurs ont rapidement découvert que la grotte contenait des peintures rupestres. Un peu plus tard, l'abbé Henri Breuil, Obermaier lui-même et Hermilio Alcalde del Río (es) commencèrent leur étude systématique. Cela n'a pas pu être achevé pour le grand ouvrage que Breuil, Alcalde del Río et Lorenzo Sierra ont publié la même année, il a donc fallu une monographie séparée, publiée en 1913. Ce fut un moment crucial pour l'avancement de la science préhistorique en Espagne. :

« Au cours de la décennie suivante, Alcalde del Río s'intégrera pleinement à l'équipe internationale qui parrainera l'Institut de Paléontologie Humaine de Paris, parmi laquelle se trouvent l'abbé Breuil et H. Obermaier. C'est durant cette période que fut découverte la grotte de La Pasiega. C’est le moment le plus important dans le processus d’étude de l’art rupestre cantabrique. Le résultat de ces efforts sont les ouvrages collectifs monumentaux publiés à Monaco, sur les grottes de la région, en général (Alcalde del Río, Breuil et Sierra, 1911) et spécifiquement sur La Pasiega (Breuil, Obermaier et Alcalde del Río, 1913) - Joaquín González Echegaray (es) »

Auparavant, la grotte d'El Castillo avait été découverte par Alcalde del Río en 1903 et, comme indiqué, Obermaier a effectué des fouilles entre 1910 et 1914 ; Les fouilles ont été poursuivies à plusieurs reprises, de manière intermittente, jusqu'à aujourd'hui, par des spécialistes qualifiés, plus récemment les recherches sont dirigées par les archéologues Rodrigo de Balbín Behrmann et César González Sáinz. Après la découverte de La Pasiega et les premières campagnes, la région fut rarement visitée - en grande partie à cause des dures circonstances historiques de la guerre d'Espagne - ; Jusqu'en 1952, alors qu'on réalisait un défrichement pour replanter des eucalyptus , une autre grotte apparut contenant un petit trésor de monnaie du XVIe siècle, la nouvelle grotte fut donc nommée Las Monedas, qui s'avéra également être un sanctuaire rupestre avec d'importantes peintures et gravures. Face à cette perspective, l'ingénieur Alfredo García Lorenzo sentit que le mont Castillo recelait encore plus de secrets, il entreprit donc une étude géologique qui aboutit à la découverte l'année suivante d'une autre grotte avec des peintures rupestres, Las Chimeneas; ainsi que d'autres grottes moins importantes telles que La Flecha, Castañera, Lago...

## Vestiges archéologiques

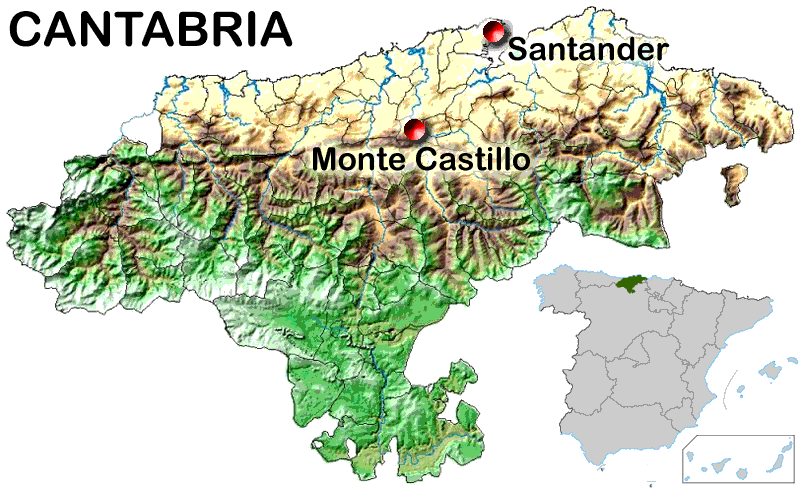
Localisation du Monte Castillo, où se trouve la grotte de La Pasiega

La grotte contient également des vestiges archéologiques des périodes solutréenne et magdalénienne cantabrique ancienne, qui ont servi de base à l'établissement d'une proposition chronologique pour les décorations pariétales. Les fouilles sont anciennes, puisqu'elles ont été réalisées en 1951 par le Dr Jesús Carballo. Il existe un niveau de base avec des pièces ambiguës qui, en raison de leurs caractéristiques, ont été liées à un possible Moustérien. Au-dessus reposait un niveau solutréen relativement riche avec des matériaux très caractéristiques tels que des feuilles de laurier et des pointes crantées finement sculptées par pression, ainsi que des sagaies. Il a été précisé que ce niveau pourrait correspondre au Solutréen supérieur.
La strate la plus récente était également relativement riche, avec plusieurs burins, poinçons, objets en os et dents perforées qui pourraient appartenir au Magdalénien inférieur. Cependant, il faut considérer que, comparé à la puissance stratigraphique de la grotte d'El Castillo, La Pasiega s'avère être un site archéologique moindre, du moins avec les matériaux connus.

## Art rupestre pariétal
Selon le paradigme Leroi-Gourhan, La Pasiega pourrait être un exemple valable de grotte comme sanctuaire, pour être plus exact, comme un ensemble de sanctuaires de différentes époques, structurés selon certains modèles. Apparemment, cette idée a mûri dans les réflexions du célèbre préhistorien français, précisément lorsqu'il visitait les grottes cantabriques, alors qu'il faisait partie d'une équipe de collaborateurs étrangers qui ont fouillé la grotte du Pendu dans les années 1950. : 

« Je peux certifier à quel point l'étude de l'art rupestre du nord de l'Espagne a été déterminante dans les conceptions du maître, qui deviendrait plus tard célèbre à travers ses nombreuses publications. »

 Pour Leroi-Gourhan, ce type de grotte présente une hiérarchie topographique assez complexe dans laquelle il est possible de discerner des groupes d'animaux principaux (bovidés versus équidés, formant une dualité), qui occupent les zones préférentielles, complétés par des animaux secondaires (cervidae, caprinae...) et d'autres très sporadiques qui rempliraient également leur fonction ; En revanche, il est normal que des signes idéomorphes apparaissent dans des zones périphériques, marginales ou difficiles d’accès: 

« Animaux et signes répondent, par conséquent, aux mêmes formules fondamentales, logiquement binaires et encore accusées du fait que les animaux d'une même espèce apparaissent fréquemment par paires, mâle-femelle, mais le dispositif est si complexe qu'il ne permettrait pas de supposer une explication fondée uniquement sur le symbolisme de la fertilité ; l'élément initial est la présence de deux espèces AB (cheval-bovin) ; Confronté à deux catégories de signes, masculin et féminin, on sera tenté d'attribuer au cheval et au bison la même valeur symbolique ou, du moins, une bivalence du même ordre que celle des symboles des deux catégories (S1 et S2). »

Bien sûr, il existe des exceptions à cette règle, de nombreuses variantes qui dépendent des régions et des époques, dont le sens métaphysique n'est pas entièrement clair dans son schéma général, mais qui est généralement expliqué d'une manière particulière, également dans La Pasiega.
Joaquín González Echegaray (es) et plus tard ses collaborateurs, ont fait plusieurs décomptes concernant les espèces représentées, l'un d'eux montre plus de 700 formes peintes dans cette grotte, parmi lesquelles : 97 cervidae (69 femelles et 28 mâles), 80 equidae, 32 caprinae, 31 bovidae (17 bisons et 14 aurochs ), 2 rangifer tarandus, un animal carnivore, un chamois, un megaloceros giganteus, un oiseau et un poisson ; Il y avait peut-être aussi un mammouth et près de 40 autres quadrupèdes qui n’ont pas encore été clairement identifiés ; Outre des idéomorphes, tels que des tectiformes et d'autres signes étonnamment variés (plus de 130), peut-être même plusieurs anthropomorphes et des centaines de taches et de restes presque effacés.

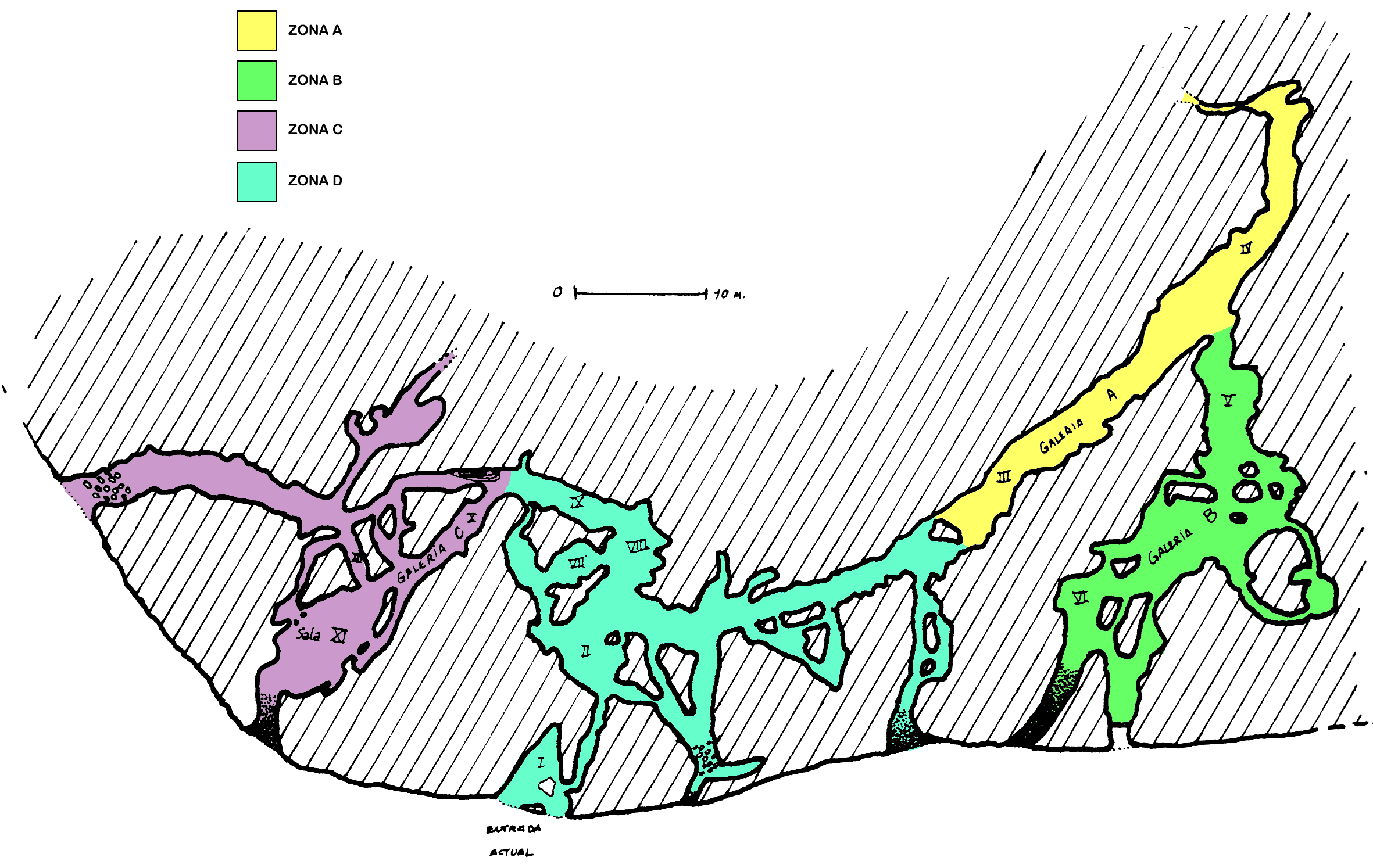
Plan général de la grotte de La Pasiega.

A en juger par ces chiffres, on pourrait penser que La Pasiega est un sanctuaire fondamentalement dédié aux cerfs, et cet animal a sans doute joué un rôle important dans les groupes pariétaux de cette grotte, mais, malgré leur nombre plus restreint, les bovidés sont omniprésents et toujours opposés aux équidés (ces derniers étant un peu plus nombreux) ; De plus, selon ceux qui ont étudié la grotte en profondeur, le thème [bison/aurochs]↔[Cheval], en opposition dialectique, est plus pertinent que les autres, non seulement parce que sa position privilégiée sur les panneaux et son format plus grand le rendent plus visible, mais aussi en raison de l'utilisation de techniques plus raffinées. D'autre part, dans cette grotte, on sépare habituellement deux grands sanctuaires (au maximum trois) : un oriental dans les Galeries A et B, un autre occidental dans la Galerie C et un intermédiaire, de moindre importance et non certain, dans la Zone D (qui pourrait être un appendice du deuxième sanctuaire, celui occidental). Les parties les plus représentatives du complexe sont abordées : la zone terminale de la Galerie A, la salle principale de la Galerie B et la Salle XI de la Galerie C.

### Galerie A,1erSanctuaire

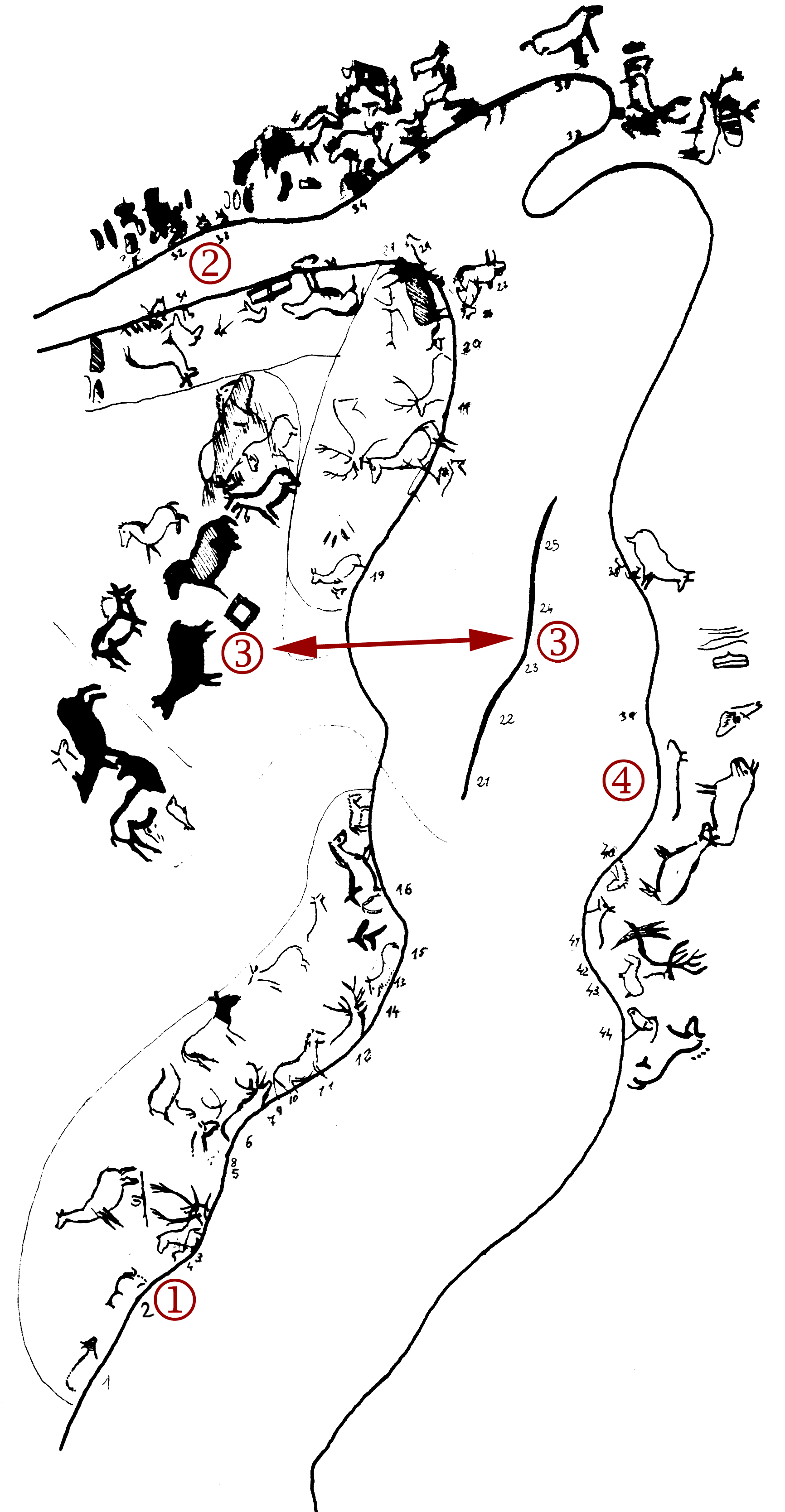
Plan et diagramme de l'art rupestre de la galerie A, 1er sanctuaire.

Pour accéder à la Galerie A il faut descendre par un petit puits, mais à l'origine il pouvait y avoir une autre entrée qui est peut-être actuellement obstruée soit par des stalactites soit par des effondrements de l'extérieur. La galerie a été explorée jusqu'à une profondeur de 95 m (depuis l'entrée actuelle), mais elle se rétrécit et il n'est pas possible de savoir si elle continue ou non. En entrant, on voit une entrée bloquée sur la droite et, à une profondeur de 60 ou 70 m, un passage à la Galerie B juste avant qu'apparaissent les groupes de peintures les plus importants.
En effet, à un peu plus de 75 m mètres, il semble que le sanctuaire lui-même commence, avec plus de 50 cerfs (principalement des femelles), les chevaux sont environ la moitié moins nombreux et les bovins (aurochs et bisons), bien que plus rares, sont stratégiquement situés dominant les endroits les plus visibles. Un anthropomorphe, une vulve, des signes linéaires et ponctués, un carré et un grand nombre de tectiformes, presque autant que des cerfs, ont également été détectés dans ce sanctuaire.
Les peintures peuvent être regroupées en plusieurs ensembles, basés principalement sur des critères orographiques, mais aussi sur des critères techniques et thématiques, qui sont détaillés dans le sens des aiguilles d'une montre. Ces ensembles apparaissent schématisés avec les conventions sémiotiques zoologiques développées par Leroi-Gourhan).
).

#### Premier grand groupe

Formule de regroupement, Premier Groupe, Galerie A.
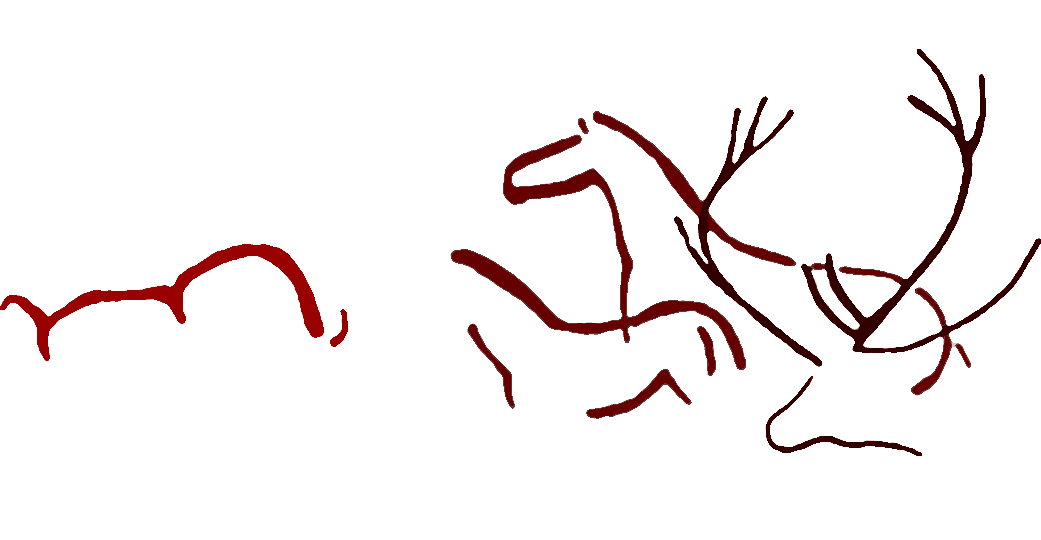
Opposition Bison-Cheval (complétée par un grand cerf), du Premier Groupe , Galerie A

Il se trouve sur le mur gauche de la galerie, composé de figures distribuées en double frise avec de nombreux cerfs, principalement des femelles, mais aussi de nombreux chevaux et un bison qui centre la composition. Il existe également des signes parmi lesquels se distingue la vulve, le pénis, c'est-à-dire l'association homme/femme. En fait, l'ensemble commence avec le thème Bison-Chevaux, qui peut également être interprété comme le même type de dualité. L'ensemble est fermé avec un autre petit groupe de chevaux, laissant le reste des animaux au centre et dans la partie supérieure de la frise, où il n'y a que des cerfs et des idéomorphes.
Les techniques utilisées comprennent l'estampage pour les cerfs et les bisons, les traits linéaires et, à deux reprises seulement, des encres partiellement plates sont utilisées (pour la tête d'un cerf). La couleur dominante est sans aucun doute le rouge, même si le jaune et le rouge-violet apparaissent dans une moindre mesure. Il n'y a pas de gravure.
Ensuite, il y a une série de groupes plus petits, plus ou moins déconnectés, sur le mur gauche de la galerie ; Ils contiennent toutes sortes de figurines qui complèteront sûrement le prochain groupe. Elle est nettement dominée par les cerfs en association avec quelques idéomorphes et quelques bovidés (peut-être des aurochs), qui semblent apparentés aux chevaux du groupe suivant, situé après un virage.

#### Le deuxième grand groupe
Il débute après un virage à gauche, dans la zone terminale de la galerie, qui devient plus étroite ; des figures des deux genres se sont réunies. Cette fois, les chevaux et les cerfs sont pratiquement en nombre égal, avec, comme d'habitude à La Pasiega, les bovins étant plus rares mais non moins importants, dont deux sont des bisons. Il existe également un possible anthropomorphe féminin et une trentaine de tectiformes rectangulaires, situés, comme il est habituel dans ce type de grottes sanctuaires :

« Les signes occupent généralement un espace séparé des animaux, soit sur le bord des panneaux, soit, plus communément, dans une niche, un diverticule ou une fissure plus ou moins proche. Il existe cependant des cas où les signes se superposent sur les mêmes animaux. »

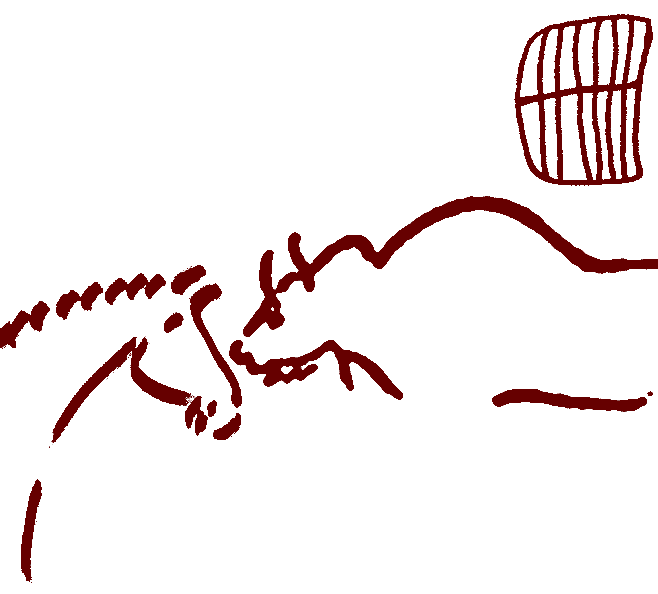
Opposition Bison-Cheval (complétée par un signe tectiforme), du Deuxième Groupe , Galerie A
Formule de regroupement pour le deuxième groupe, Galerie A

Les bovins sont concentrés sur le côté droit, avec trois des chevaux, constituant le noyau de la disposition dialectique binaire de ce deuxième groupe. En outre, le groupe anthropomorphe y est également inclus, le tout entouré des animaux périphériques caractéristiques (cerfs) et des idéomorphes. Sur le mur de gauche, à côté d'autres cerfs, les cinq autres chevaux, qui, peut-être, sont en relation binaire avec les bovins avant le virage - qui a été mentionné dans les paragraphes précédents. Au fond de la galerie, qui commence déjà à devenir un passage étroit, des panneaux rectangulaires de chaque côté.
Tout près, dans un petit renfoncement, se trouve un troisième groupe, bien que plus petit. Il présente cinq cerfs, un bouquetin et un bovin, le tout complété par sept signes quadrangulaires, dont l'un en forme de quartier d'orange. Son organisation semble, en principe, claire : les peintures des deux semblent former deux groupes opposés, d'un côté les bovins avec quelques cerfs et des signes idéomorphes ; En face des chevaux, qui de cette façon seraient apparentés aux bovins, et du reste des cerfs, signes et capridés.
Dans ce grand complexe de peintures, le trait rouge, visqueux et modelant domine.

#### Le troisième grand groupe

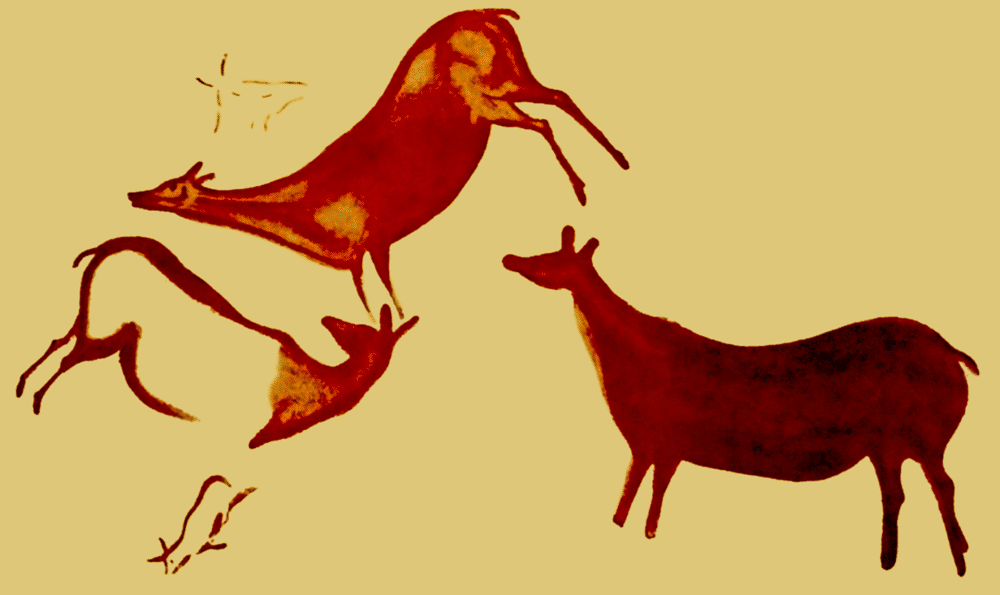
Cerf peint en rouge à l'encre plate, Troisième groupe, Galerie A
Formule de regroupement, 3e Groupe, Galerie A

Il est situé sur une crête stalactitique suspendue à la voûte (ce qu'on appelle techniquement une banderole en spéléologie), entre le premier groupe déjà décrit et le dernier, qui est décrit plus loin. Les deux groupes, bien que proches, ont une technique de production différente, ce qui suggère qu'ils ont été fabriqués à des dates différentes. On y trouve près d'une douzaine de cerfs, également quelques chevaux, bien que pas tellement nombreux, deux bovins et un panneau quadrangulaire. En venant de l'entrée, on rencontre d'abord la majorité des cerfs, suivis de l'association équidé/bovidé, sous laquelle se trouvent le panneau et les cerfs restants.
La technique la plus remarquable, pour sa qualité et sa quantité, est l'encre plate, soit combinée avec des traits noirs formant un contour bicolore (comme cela se produit sur l'un des chevaux), soit soulignée par des traits gravés qui font ressortir les détails (cela se voit sur plusieurs cerfs), ou encore avec un grattage de la roche pour ajouter des nuances de clair-obscur, comme cela se produit avec un cerf peint en rouge. Trois des chevaux et la tête d'un autre sont noirs, le signe quadrangulaire est jaune, le reste des figures est rouge.

#### Le quatrième et dernier grand groupe

Formule de regroupement, 4e Groupe, Galerie A

Il situé en face du précédent et en très étroite relation avec lui, contient un nombre similaire de cerfs et de chevaux, ainsi qu'une paire de bisons. Parmi les différents signes, se distinguent un idéomorphe en forme de main, rappelant ceux de Santián et un panneau rouge qui pourrait bien être une tête grossière de bison. En position centrale apparaissent un cheval et un bison, formant l'association binaire typique, à une extrémité un autre bison et à l'extrémité opposée les autres chevaux. Il n’y a pas de couleurs d’accompagnement, pas de gravure, pas de procédé bicolore ; Au contraire, c'est la ligne visqueuse plus ou moins modelante en rouge qui domine.

### Galerie B,2eSanctuaire

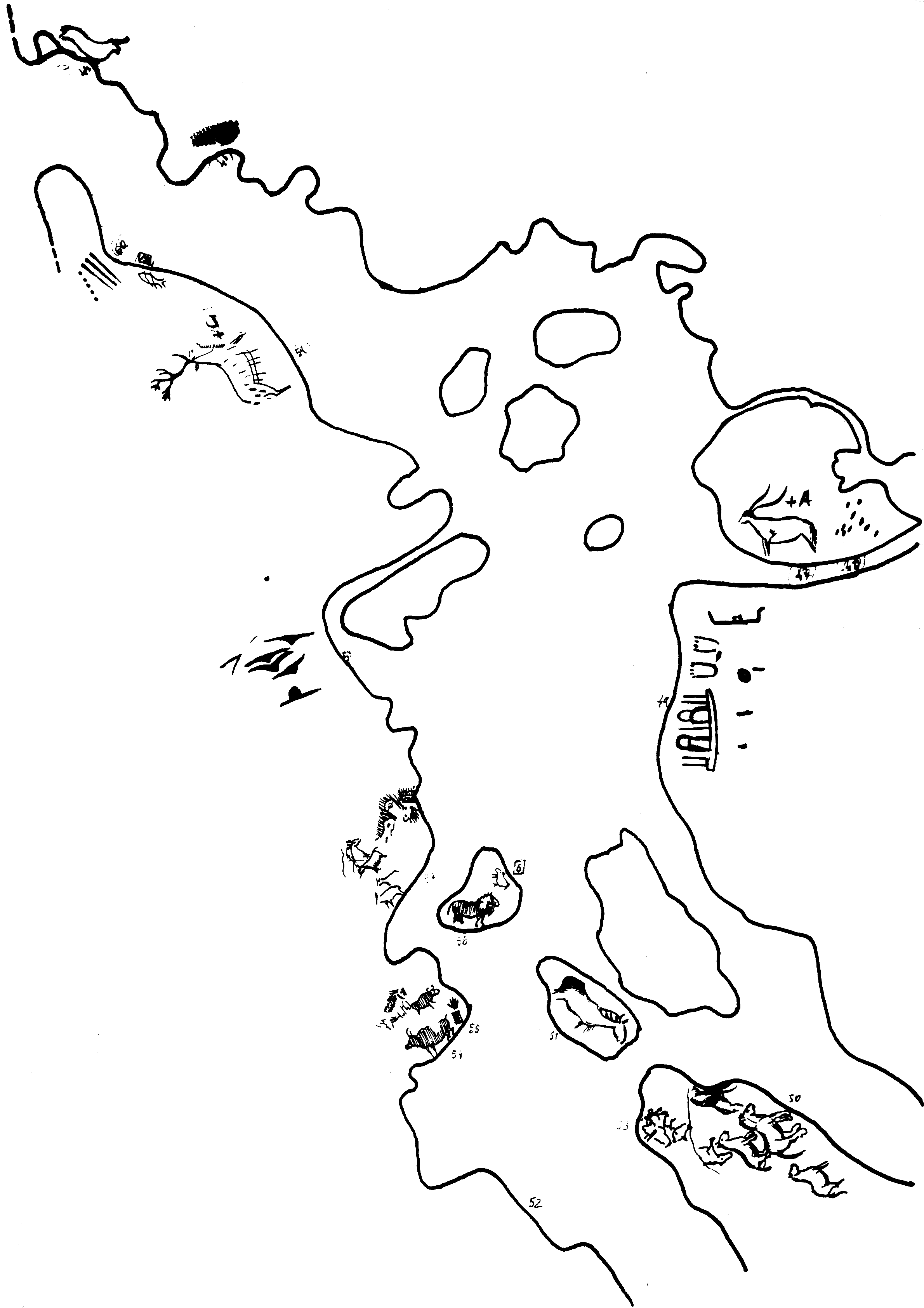
Plan et schéma des images rupestres de la « Galerie B », 2e Sanctuaire

En entrant dans la Galerie A, après 60 à 70 m, un passage s'ouvre sur la première grande salle de la Galerie B. Assez éloignées de l'entrée actuellement utilisée, se trouvent plusieurs sorties vers l'extérieur qui ont fini par être bloquées au fil du temps. L'une d'entre elles a été rouverte, mais on ne sait pas si l'une d'entre elles était accessible à l'époque où cette zone a été décorée, ce qui aiderait à comprendre le point de vue des artistes préhistoriques lors de la conception de la configuration orographique de la décoration de la salle.
La concentration picturale dans cette salle est moindre que dans la Galerie A, à laquelle elle est habituellement associée, en partie. Parmi ses représentations, on trouve un nombre presque égal de cerfs et de chevaux, les bovins étant un peu plus rares, suivant le ton habituel de cette grotte. Mais il se distingue par l'originalité de certaines de ses autres figures, on y trouve un poisson, un grand bouquetin et des idéomorphes tels que des bâtons, des claviformes et un petit ensemble de signes inédits communément appelés L'Inscription.

Panneau 53
Panneaux 54 et 55
Panneau 57

Comme on peut le voir, la disposition de toutes ces figures répond à un plan minutieux d'introduction aux panneaux principaux de la Galerie A, en supposant qu'il s'agissait de l'entrée principale. Dès l'entrée (par la Galerie A) on voit une petite biche gravée, puis des signes du type dit alpha par Leroi-Gourhan (c'est-à-dire mâle), qui apparaissent de part et d'autre de la galerie. En continuant vers l'intérieur, un poisson apparaît à droite, suivi d'un grand cerf mâle et d'une petite biche (tous deux en noir). Juste avant d'atteindre le centre de la grande salle, des signes apparaissent des deux côtés, mais cette fois ils sont de type bêta (féminin), en rouge. Le cœur de ce sanctuaire est constitué de trois groupes ou panneaux qui reprennent le schéma bovin-équidé complété par des animaux secondaires ou sans eux. Il existe trois autres panneaux dans lesquels seuls des chevaux apparaissent, plusieurs d'entre eux sur les mêmes colonnes stalagmitiques, d'autres sur les murs. Dans ce noyau, il convient de souligner la main positive, non mutilée, mais avec six doigts ! Un panneau en forme de grille, un animal non identifié, gravé en stries et le seul bouquetin mâle de la pièce.

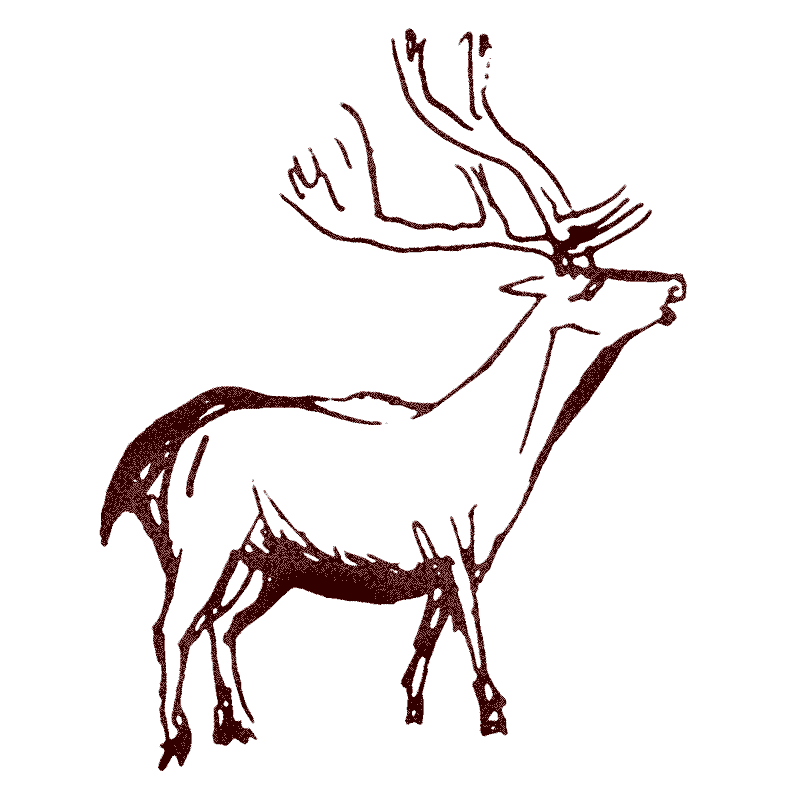
Cerf peint en rouge, panneau 59
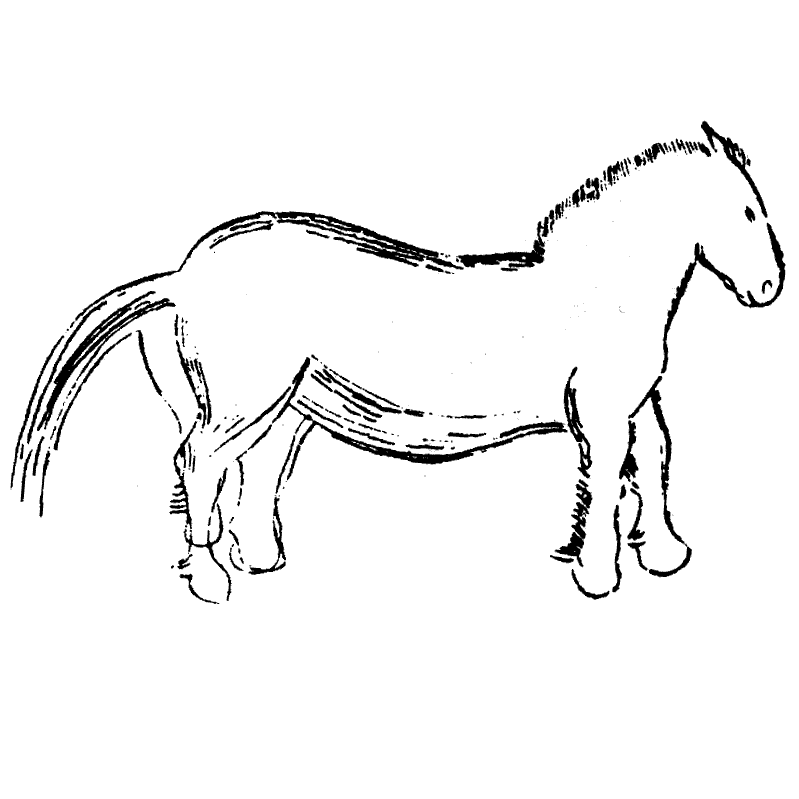
Cheval gravé, panneau 50
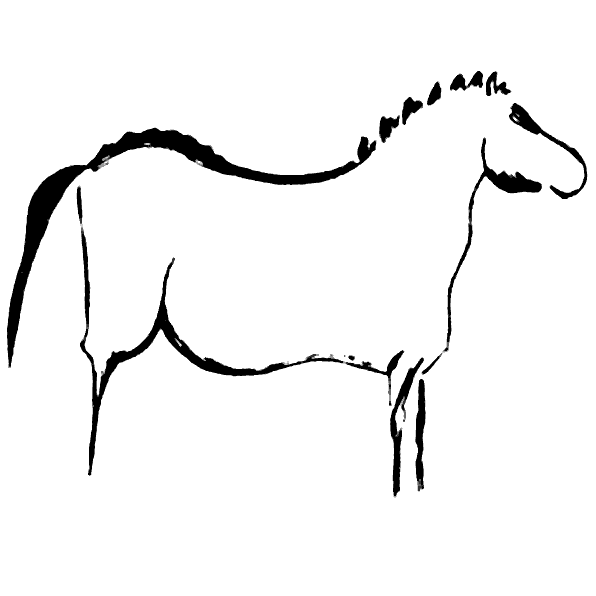
Cheval peint en noir, panneau 51
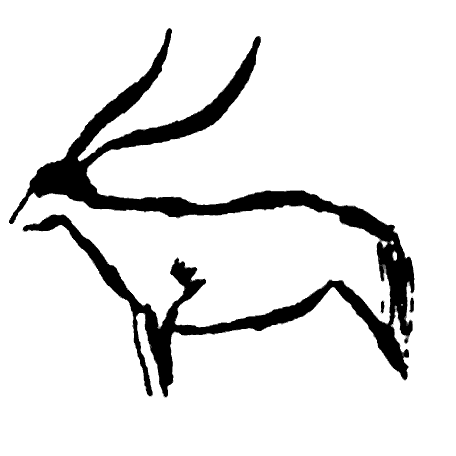
Bouquetin mâle peint en noir, panneau 47

Les techniques utilisées pour les peintures rappellent en partie celles de la Galerie A (comme on l'a vu en considérant les salles complémentaires) : peinture rouge, entre modelage et limace, encres rouges plates, avec quelques modelages internes obtenus en grattant le support rocheux et en ajoutant des traits de la même couleur, mais dans des tons plus intenses. La différence la plus importante est l'aspect massif de la gravure, à la fois simple et striée, appliquée notamment aux chevaux.

### Galerie C (salle XI),3eSanctuaire

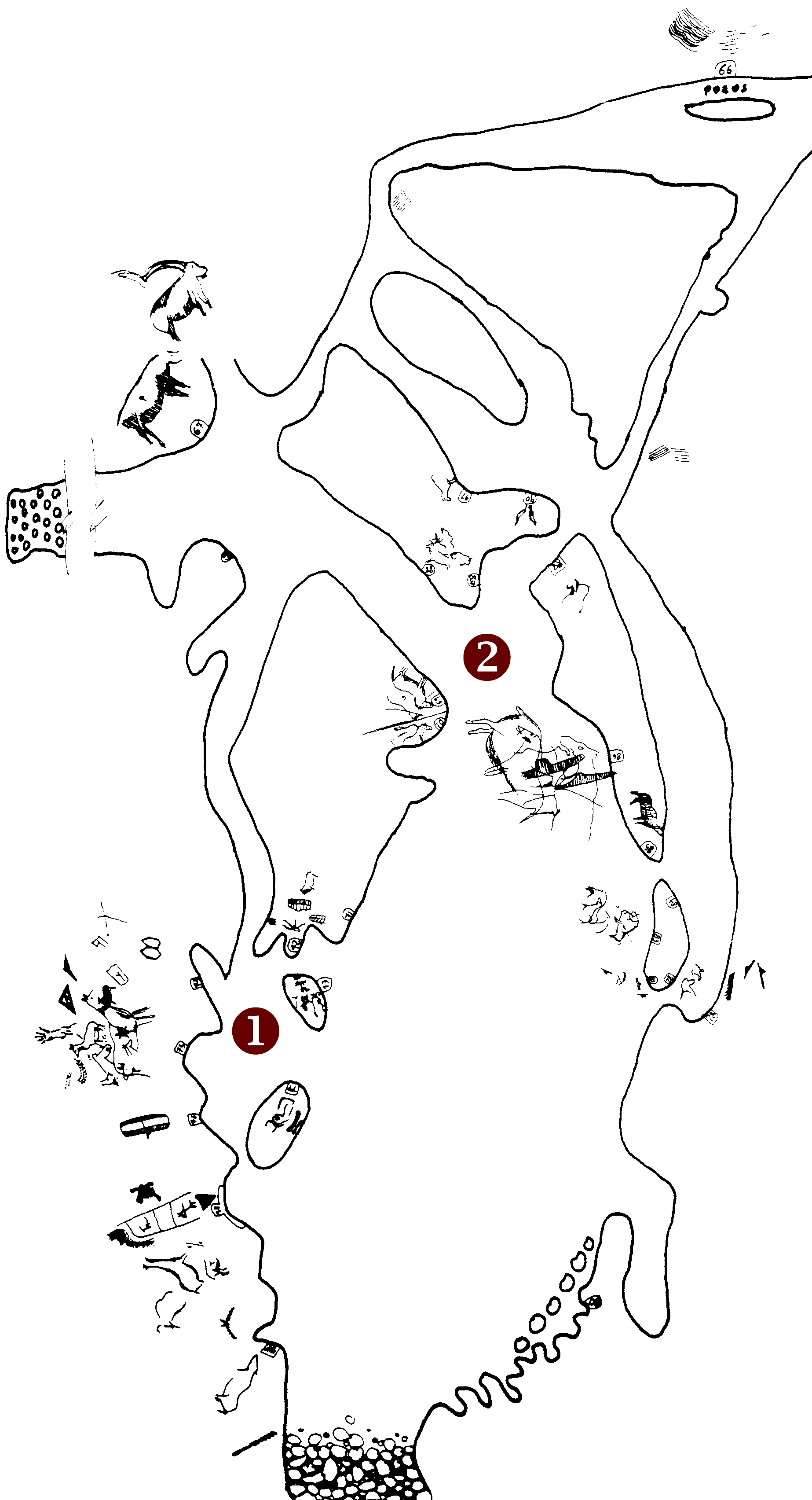
Plan et schéma des images rupestres de la Galerie C, 3e Sanctuaire.

L'accès à la Galerie C se trouve, après être entré dans la grotte, dans un passage à gauche par la Galerie D. Apparaît la Salle XI de la Galerie C. Celle-ci, comme la Galerie B, a une communication directe avec l'extérieur, cependant, elle est obstruée par des gravats et des pierres d'origine, sûrement, étrangère. Là encore, la perception de la structure des peintures est altérée pour l'observateur par le problème des entrées obstruées - qui a été constaté dans le deuxième sanctuaire.
André Leroi-Gourhan distingue dans ce sanctuaire deux parties nettes, placées à des endroits différents d'une même salle, et avec des thèmes, des techniques et des chronologies différentes. Deux bouquetins sont inclus dans la première monographie avec le numéro 67, réalisé à l'encre plate partielle, comme modèle et en noir, un procédé qui n'apparaît dans aucune des autres figures de la salle.

#### Le premier grand groupe
Ce groupe de la «Salle XI est celui situé le plus près de l’entrée présumée d’origine, qui est actuellement bloquée ; Il est composé principalement de biches, de quelques cerfs, de plusieurs bovins et de quelques chevaux. On y trouve également un caprinae et d'autres symboles difficiles à identifier, certains ressemblant à des animaux, d'autres anthropomorphes. On y trouve également une main noire positive, des signes de ponctuation, des bâtons et d'autres symboles idéomorphes, parmi lesquels se distingue le soi-disant Piège (une sorte de colonne qui renferme, à l'intérieur d'un signe, un bison et une biche). La disposition de cet ensemble semble répondre à une structure ternaire avec des variations : bovin/équidé/cervidé plus divers signes ou bovin/équidé/anthropomorphe plus signes. La vérité est que la complexité de ce panneau est grande étant donné la concentration de figures très disparates.

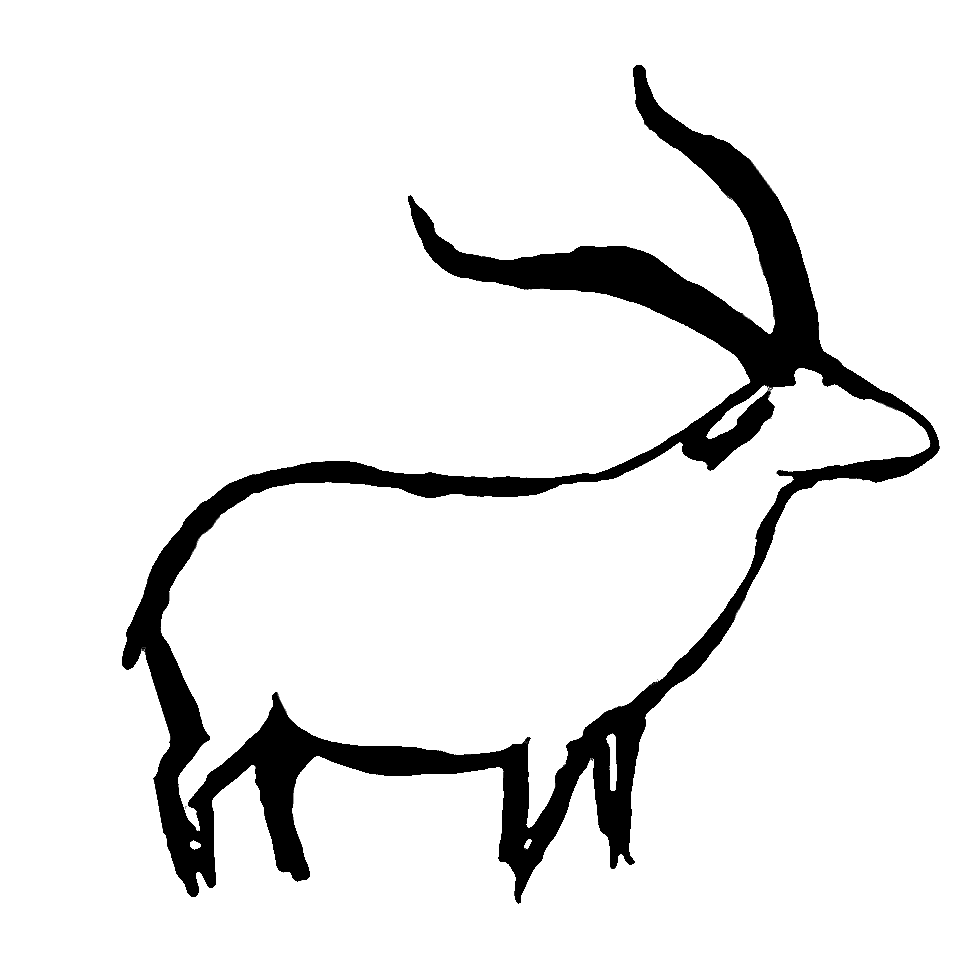
Bouquetin mâle peint en noir avec un trait de modelage dans la Galerie C
Schéma de la représentation pariétale du panneau 74-75 de la Galerie C
Schéma de la représentation pariétale du panneau 79 de la Galerie C

La ligne rouge visqueuse domine clairement, bien que dans l'un des panneaux, la gravure striée très bien réalisée soit également utilisée pour certains cerfs ; De plus, il y a plusieurs figures en noir. La technique bicolore se retrouve également chez un bovin, dans lequel des aplats rouges et des traits noirs se superposent, peut-être une repeinture d'une chronologie différente. Le prétendu anthropomorphe semble posséder jusqu'à trois couleurs, ce qui est inhabituel dans l'art paléolithique (rouge, noir et jaune). Il y a en fait quelques figures jaunes.

#### Le deuxième grand groupe
Il se trouve près de l’entrée de la Zone D, donc, du côté opposé de la salle. Les espèces représentées révèlent la prédominance des équidés, suivis des bovins, les cerfs et les bouquetins étant rares, bien que présents (les figures sont donc complémentaires de l'ensemble précédent). Cela n'inclut pas les signes, qui sont également de types différents, avec des signes claviformes et plumiformes, ainsi que des bâtons et des signes de ponctuation. La diminution du nombre de cerfs ne se produit dans aucune autre partie de la grotte, où ils sont majoritaires, tandis que la proportion de chevaux augmente.

Schéma de la représentation pariétale du panneau 86 de la Galerie C
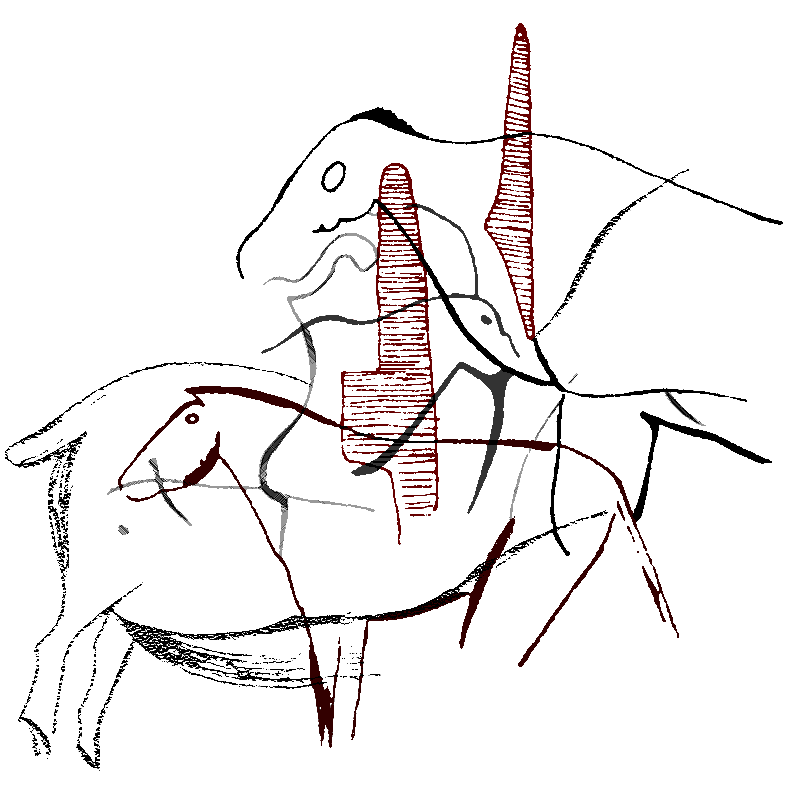
Superposition de peintures et gravures de la Galerie
Schéma de la représentation pariétale du panneau 81-83 de la Galerie C

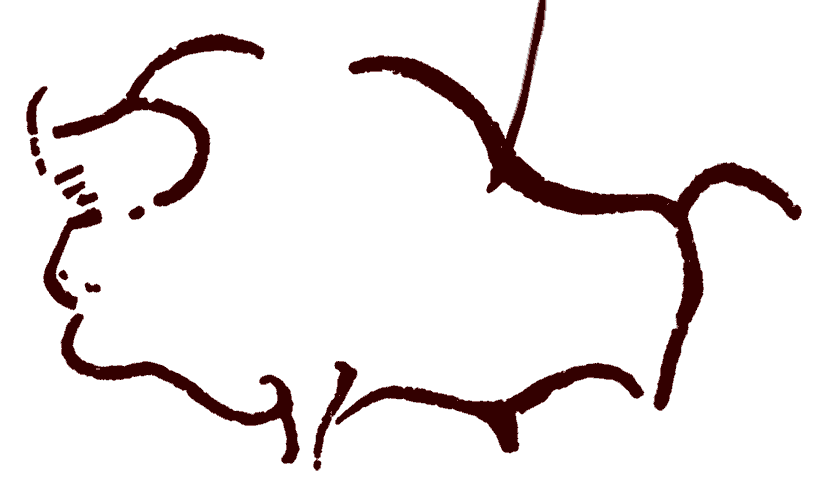
Bison aux tons sombres du panneau 83 de la Galerie C

Son agencement est également complexe. Tous les idéomorphes se trouvent dans la partie la plus proche de la bouche et les superpositions révèlent des repeintures, peut-être dans des chronologies différentes. Il existe trois sous-ensembles possibles de chevaux sans bovidés (seules deux des compositions sont celles typiques AB qui ont été observées jusqu'à présent). Il y a également pas mal de personnages isolés, notamment près de l'entrée de la salle de la "Zone D.
Les techniques dominantes sont la gravure à traits multiples, presque striée, et les peintures noires ; Les jaunes, les rouges ou les ocres étant plus rares... La peinture bicolore est également attestée dans une représentation, mais peu marquée. Comme on peut le voir, la technique est également différente de l’ensemble précédent et confirme la séparation des deux zones au sein de la pièce.

#### Zone D
Il s'agit d'une partie intermédiaire de la grotte, qui est probablement une extension du sanctuaire de la Galerie C, presque une zone grise, avec des représentations beaucoup plus rares et dispersées, et il n'y a pas non plus de cohérence, à l'exception de quelques petits groupes dans lesquels le thème bovin-équidé est répété.

### Différences entre les Sanctuaires
Globalement, des différences nettes peuvent être observées dans les différents sanctuaires. Celui de la Galerie A, qui est le plus grand, est dépourvu de gravures, à l'exception de quelques figures où il est associé à des encres plates ; En revanche, la tamponnade est très importante, ainsi que d’autres techniques de peinture essentiellement rouges ; Le bouquetin est très rare, tandis que les cerfs sont presque deux fois plus nombreux que les chevaux et cinq fois plus nombreux que les bovins. Les idéomorphes tectiformes rectangulaires abondent.
- Dans la Galerie B, avec un nombre plus restreint de représentations, on constate la disparition de l'estampage, tandis que la gravure (simple ou striée) gagne en importance. Les caprinae sont encore rares, sauf dans la salle découverte dans les années 1960, et les idéomorphes sont complètement différents, la dite « inscription » se distinguant par son originalité.
- Dans la "Galerie C il y a, pour ainsi dire, deux sanctuaires indépendants, tous deux avec une gravure striée, mais, tandis que le premier offre principalement des peintures rouges, dans le second prédominent les noires, outre le fait que les caprinae acquièrent une importance non vue dans le reste de la grotte et les idéomorphes sont assez originaux, surtout ceux réalisés avec de la peinture rouge.

La Galerie A et la Galerie C ont toutes deux deux couleurs, mais dans chaque cas elles sont différentes.

## Idéomorphes
Les idéomorphes —et anthropomorphes possibles— de La Pasiega sont répertoriés et classés comme suit :
- Points: Ce sont les signes les plus simples de la grotte. En général, ils apparaissent sous deux variantes, la première se produit lorsqu'il y a un très grand groupe de points, généralement ils ne sont pas associés à des animaux, mais à d'autres idéomorphes (peut-être complémentaires). Elles sont plus abondantes dans les galeries B et C, dans cette dernière les nombreux groupes de signes de ponctuation semblent être associés aux cerfs, mais les signes sont peints et les animaux gravés, il est donc possible de déduire qu'ils sont d'époques différentes.

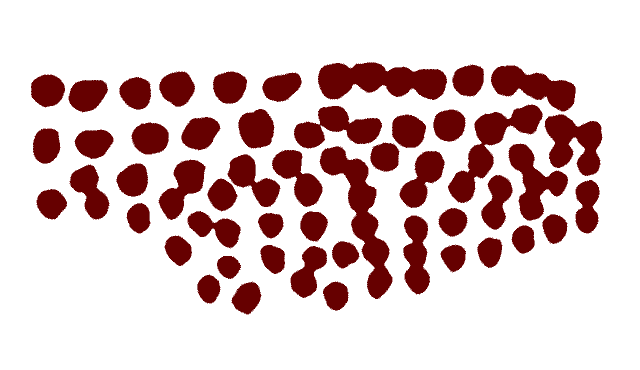
Belle série de points
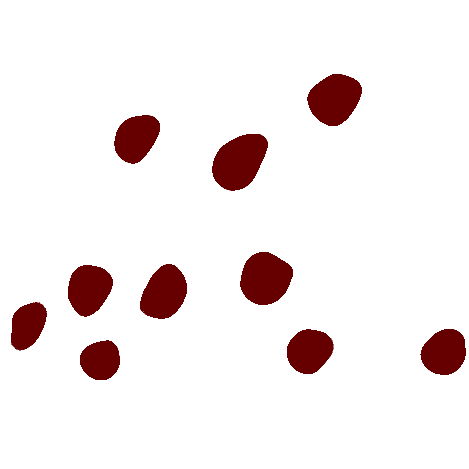
Petite série de points
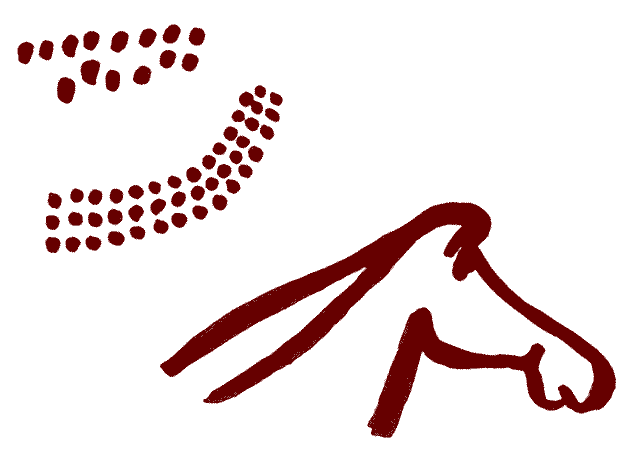
Tête de cheval associé à deux grandes séries de points
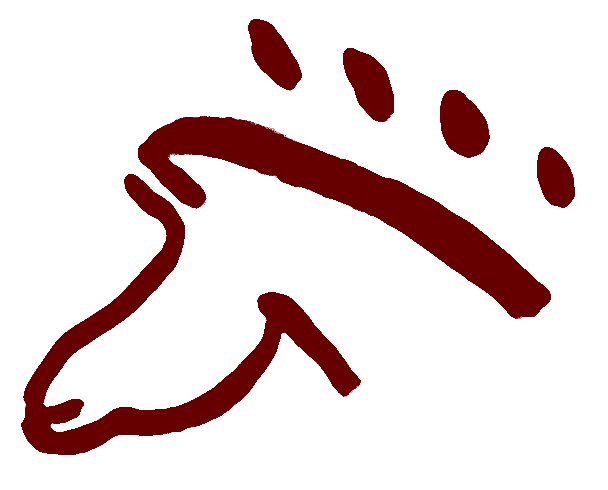
Tête de cheval associée à une petite série de points

En second lieu, les points peuvent apparaître en groupes très clairsemés. Alors, il est possible de les associer aux animaux, du moins sans aucun doute. En revanche, de petits groupes de partitions apparaissent une ou deux fois dans chaque salle, accompagnés presque toujours de bovins. Bien qu'il y ait deux cas très évidents dans la Galerie A dans lesquels deux chevaux ont un halo de points, et ils sont également en face l'un de l'autre, presque au début de la salle susmentionnée. Les scores sont généralement plus abondants dans le Solutréen.
- Signes linéaires : ils sont plus variés et complexes tant dans leur morphologie que dans leurs associations (il y a ceux en forme de flèche, de branche, de plume, de simples lignes appelées bâtonnets, etc.). Ils sont sporadiquement associés aux cerfs. Par exemple, l’un des premiers panneaux de la Galerie A présente ce type d’idéomorphe associé à une vulve et à une biche. Dans le deuxième ensemble de la «Galerie C, il y a un bison (panneau 83) qui pourrait avoir un linéaire associé (peut-être un javelot l'attaquant, bien que cette idée soit très controversée), ainsi qu'un autre symbole. À côté se trouve un signe linéaire plumiforme ainsi que d'autres claviformes (discutés ci-dessous) qui n'ont pas été identifiés dans la première monographie (mais ont été révélés dans un article de Leroi-Gourhan[20]).

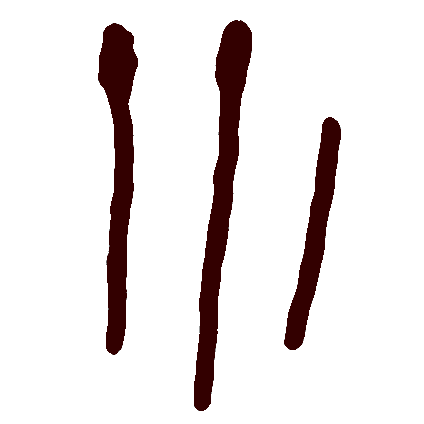
Bâtonnets
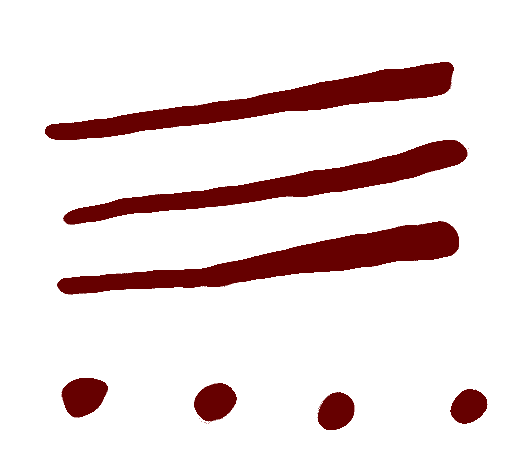
Signes linéaires et points
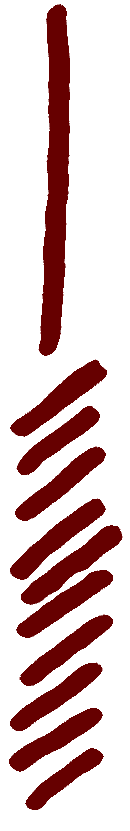
Fléchiforme et plumiforme

Enfin, il y a une série de fagots de bâtons qui apparaissent aux entrées des Galeries B et C. Breuil a interprété ce type de signes en relation avec les changements topographiques du sanctuaire, ce qui est possible : il s'agirait de marques à suivre pour les initiés ou qui avertissaient de dangers possibles (comme des gouffres). Cependant, lors de la visite de la grotte, il est évident que les zones dangereuses sont plus facilement visibles que les avertissements eux-mêmes. Pour Leroi-Gourhan, il s'agit de symboles masculins en relation binaire à la grotte, qui serait, en elle-même, un élément féminin (comme décrit plus loin).
- Claviformes : les signes dits claviformes sont relativement abondants, surtout dans la « Galerie B » et la « Salle XI », étant douteux, voire inexistants, dans la « Galerie A ». Ceux de la « Salle XI » sont peut-être les plus typiques et sont généralement associés aux chevaux. Un des cas pourrait être ce que Lroi-Gourhan appelle un « Signe Couplé », formé en combinant dans le même idéomorphe une ligne ou une tige (masculine) avec un claviforme (féminin). La typologie et la chronologie de ces signes sont très larges.

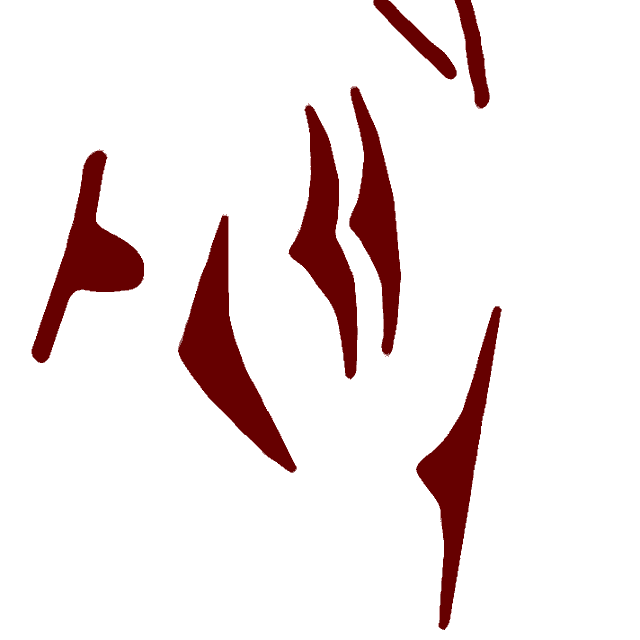
Claviforme
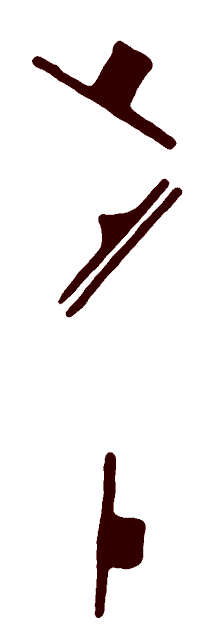
Claviforme couplé
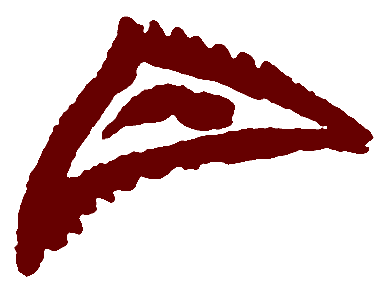
Signe triangulaire

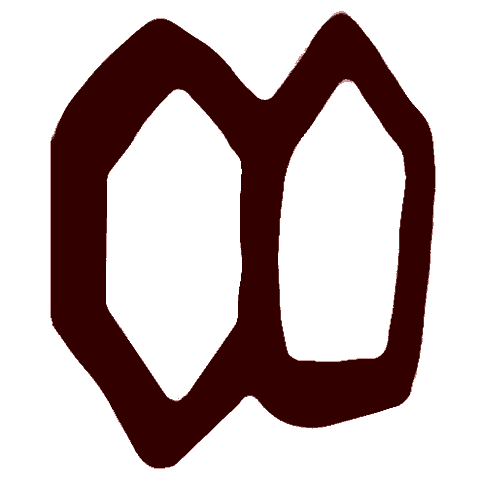
Signes polygonaux

- Les idéomorphes polygonaux sont un groupe hétérogène, voire arbitraire, qui regroupe des signes quadrangulaires, pentagonaux ou hexagonaux. Il y en a un dans chaque salle et, bien qu'ils soient rares, des parallèles peuvent être trouvés dans d'autres grottes. Plus précisément, il y a un signe en forme de grillage située dans la Galerie B qui ressemble à d'autres comme dans la grotte de Marsoulas. Dans la Galerie A se trouve un symbole quadrangulaire semblable à celui retrouvé dans l'un des diverticules de la grotte de Lascaux. Enfin, il existe un idéomorphe formé d'un pentagone et d'un hexagone adjacents qui, de l'avis de la spécialiste Pilar Casado, devrait être classé comme une variante des signes ovales[22].
- Tectiformes :

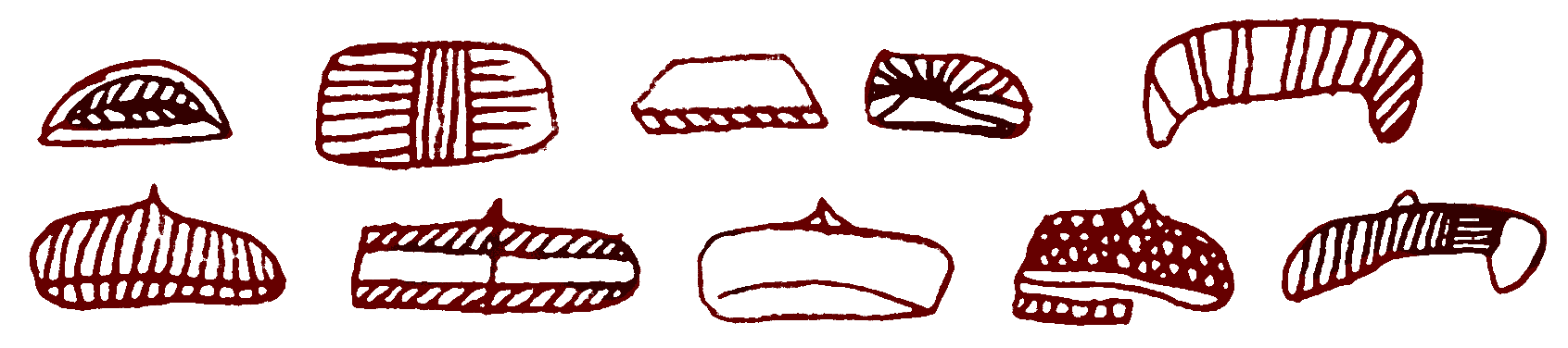
Tectiformes de la Galerie A

Les tectiformes sont sans doute les signes les plus abondants dans cette grotte. Elles sont de forme plus ou moins rectangulaire, avec ou sans appendice, avec ou sans divisions internes. Malgré leur abondance, ces idéomorphes sont absents de la Galerie B. Henri Breuil établit une chronologie et une évolution entre eux tous ; Pour Leroi-Gourhan, elles sont typiques du style III et ont des parallèles dans de nombreuses grottes en Espagne et en France, la plus proche étant la grotte d'El Castillo. À La Pasiega, ils sont situés dans la zone terminale étroite de la « Galerie A et dans le premier grand groupe de la Salle XI.
- Signes singuliers :

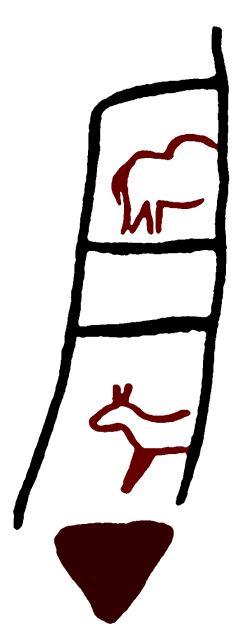
«Le piège»

Le Piège : mentionnant ce groupe pictural particulier en décrivant la Galerie C, Breuil est le premier à apprécier qu'il s'agit en fait du résultat de la peinture d'un symbole semblable à un tectiforme quadrangulaire noir, aux caractéristiques extrêmement évoluées, qui s'est superposé à deux figures rouges plus anciennes. Leroi-Gourhan admet qu'il puisse s'agir du résultat de la combinaison de peintures de différentes chronologies, mais ne pense pas qu'il s'agisse d'un tectiforme évolué ; Il croit également que la repeinture était intentionnelle et que l'effet d'enfermer les animaux (l'arrière-train d'un bison en haut et la tête et les pattes avant d'une biche) dans l'idéomorphe était recherché ; inclut tout ce qui se trouve dans le Style III et l'interprète comme un mythogramme résultant de la combinaison de trois symboles de la féminité. Jordá Cerdá et Casado López n'attribuent pas de symbolisme féminin au Piège , qu'ils relient plutôt à d'autres représentations d'espaces clos qui apparaissent dans Las Chimeneas, la Pileta.
L’inscription dans la Galerie B est un autre de ces signes complexes et uniques ; à tel point que Breuil l'interpréta comme une inscription authentique contenant un code pour les initiés. Leroi-Gourhan s'efforce d'expliquer que, décomposée, cette figure est composée de symboles féminins. Jordá y voit un signe typique en forme de sac lié aux enceintes fermées mentionnées ci-dessus et aux figures serpentines qui apparaissent à la fin du Cycle Moyen. Casado López trouve des parallèles chez Marsoulas et Font de Gaume.

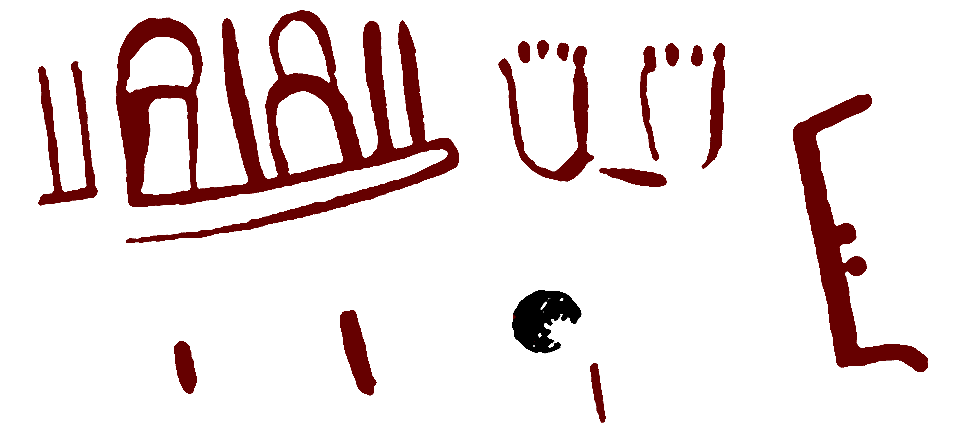
La soi-disant « Inscription de La Pasiega »

Représentations humaines : il s'agit de la figuration humaine, plus ou moins réaliste, d'une partie ou de la totalité de l'anatomie humaine. La première des représentations partielles sont les vulves ; Trois ovales, un rectangulaire et un triangulaire se trouvent tout près du Piège. Ce groupe comprend également les mains, qui sont peintes de différentes manières à La Pasiega : l'une d'elles est schématique, ce qu'on appelle un maniforme, apparenté, comme indiqué précédemment, à celles de Santián. Il existe également une main rouge positive (avec six doigts et en relation avec un signe quadrangulaire sur une grille). Enfin, il y a une autre main positive, mais en noir, avec des traits qui continuent ce qui pourrait être une tentative de représenter le bras. Ci-dessous se trouvent les représentations prétendument complètes ou anthropomorphes.

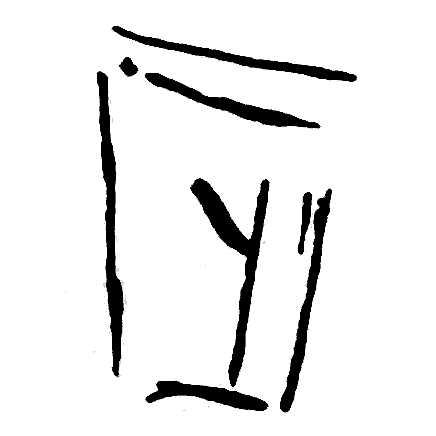
Vulve
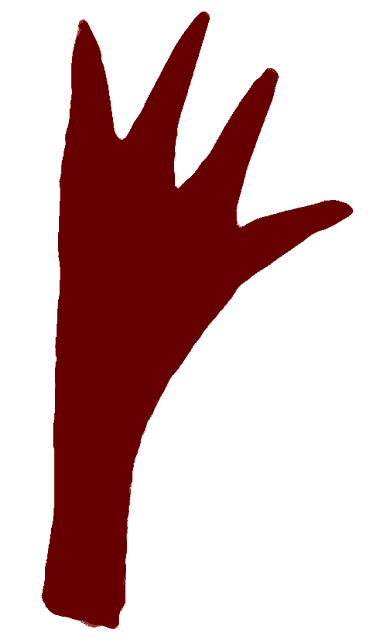
Maniforme
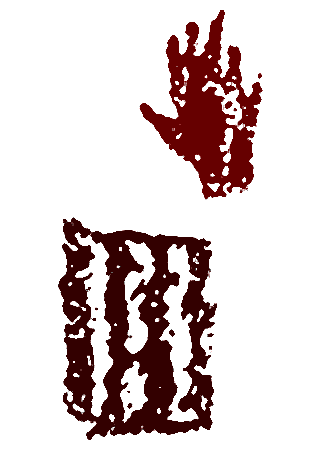
Empreinte de main et idéomorphe
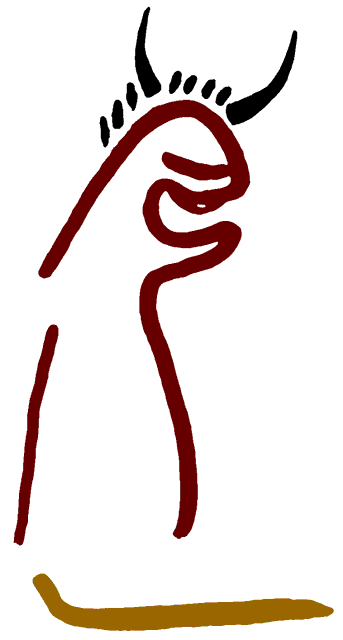
Anthropomorphe

Les anthropomorphes pourraient être jusqu'à trois (quatre si l'on compte les traits qui semblent compléter la main noire déjà indiquée), bien que presque tous soient très discutables. Le plus douteux de tous se trouve dans la Galerie A, il pourrait s'agir d'une représentation féminine associée à des animaux partiels et difficiles à identifier. Un autre, réalisé à l'encre rouge plate, de forme globulaire, situé dans la Salle XI, est également discutable. À proximité se trouve la seule figure anthropomorphe reconnue par tous les chercheurs, qui est également une figure multicolore : le corps est dessiné en rouge, avec une grande bouche ; Cependant, les cheveux sont noirs et des cornes sont ajoutées, elles aussi noires (de l'avis des spécialistes, il s'agit de repeints d'une autre chronologie). Sous la figure se trouve un idéomorphe linéaire en ocre jaune que Breuil a interprété comme un phallus. En rapport avec cette forme humaine, il y a deux étranges signes rouges.

## Galerie

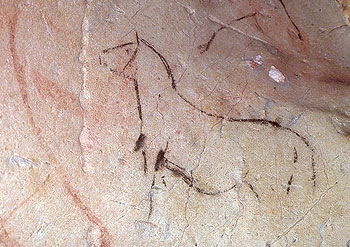
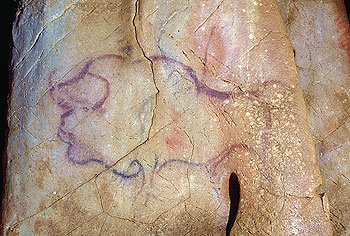